# Célestin Kabahizi
 (janvier 2019).
Célestin Kabahizi (né en 1960) est un homme politique rwandais, membre du Parti social-démocrate.

## Biographie
Célestin Kabahizi est diplômé en économie et statistiques.
Après avoir été nommé gouverneur de la province de l'Ouest en 2008 et avoir occupé le poste pendant plusieurs années,, il est nommé membre de l'Assemblée législative est-africaine en octobre 2013,. Il la quitte le 9 juin 2015,.